# André Baleiro
André Baleiro (* 16. Mai 1989 in Moura) ist ein portugiesischer Opern-, Konzert- und Liedsänger der Stimmlage Bariton.

## Leben
Der portugiesische Bariton André Baleiro begann seine musikalische Ausbildung im Alter von 10 Jahren am Gregorianischen Institut von Lissabon, wo er sich intensiv der Chormusik widmete. Dort begann er auch im Jahr 2004 bei Elsa Cortez seine Gesangsausbildung. An der Escola Superior de Música de Lisboa studierte er Chorleitung und Musikpädagogik. André Baleiro studierte Gesang bei Siegfried Lorenz, Axel Bauni und Eric Schneider an der Universität der Künste Berlin. Zwischen 2012 und 2015 war er Stipendiat der Gulbenkian-Stiftung Lissabon. 2013 erhielt er zusätzlich das Stipendium der Walter & Charlotte Hammel Stiftung Hannover. Bereits 2014 sang er eine Titelpartie an der Kammeroper München, wo er 2016 auch den Figaro in Rossinis Il barbiere di Siviglia übernahm. Zu seinen Opernrollen gehören Don Parmenione in Rossinis L’occasione fa il ladro, Conte Belfiore in Sartis Fra due litiganti il terzo gode, der Capitaine in Martinůs Les trois Souhaits, der Caporale in Rotas Il cappello di paglia di Firenze und Pantalone in Busonis Turandot. Baleiro sang bereits auf Konzerten in Frankreich, Spanien, Deutschland, der Schweiz und Japan, auch beim Sommerfestival des Opernhaus Lissabon und beim Festival La Folle Journée in Nantes. Regelmäßig widmet er sich auch dem Liedgesang mit romantischem und zeitgenössischem Repertoire. Seine Neigung zum deutschen Kunstlied führt Baleiro auf seine erste Gesangslehrerin zurück, die aufgrund eines Studiums an der deutschen Schule in Portugal eine enge Bindung zum deutschen Kunstlied entwickelt hat.

## Rezeption
In seiner Rolle als Kaspar Hauser 2014 gelang es Baleiro, die Figur in ihren Facetten als Außenseiter der Gesellschaft überzeugend zu verkörpern. Sein südländisch gefärbter Bariton wird als sicher und anmutend beschrieben. Der Szenenpunkt, an dem Baleiro mit der „Litanei auf das Fest Aller Seelen“ im Finale die Bühne verließ, wird als Zaubermoment gewürdigt.
Als Figaro in der Oper Der Barbier von Sevilla 2016 wird Baleiros ausdrucksstarker Bariton hervorgehoben. Seine Eröffnungsarie „Largo al factotum“ erweckte den Eindruck eines Heldenbaritons.

## Preise
2016 gewann er sowohl den 1. Preis beim 17. Internationalen Robert-Schumann-Wettbewerb für Klavier und Gesang in Zwickau als auch den 1. Preis beim 9. Gesangswettbewerb der Rotary Foundation Lissabon. 2017 erhielt er den von der FDP Rhein-Neckar gestifteten Theodor-Heuss-Kulturpreis.